# Christoph Göbel (Fußballspieler)
Christoph Göbel (* 23. März 1989 in Heilbad Heiligenstadt) ist ein deutscher Fußballspieler und der Bruder von Patrick Göbel. Zuletzt stand er beim FSV Wacker 90 Nordhausen unter Vertrag. Aktuell spielt er seit 2020 bei der SG DJK Struth/Diedorf.

## Karriere
2002 wechselte Christoph Göbel vom SV Eitech Pfaffschwende zum FC Rot-Weiß Erfurt. Hier durchlief er alle Jugendmannschaften des Vereins, spielte bis 2010 in der zweiten Mannschaft und saß in einigen Spielen der ersten Mannschaft auf der Bank. Zur Saison 2010/11 erhielt er keinen neuen Vertrag und wechselte ablösefrei zu den Sportfreunden Siegen, wo er in der Abwehr eingesetzt wurde.
Nach Vertragsende wechselte er erneut ablösefrei zur Saison 2012/13 zum FSV Zwickau und wurde mit der Mannschaft in der Saison 2015/16 Meister der Regionalliga Nordost. In der anschließenden Aufstiegsrunde zur 3. Liga stieg er nach zwei Spielen gegen die SV Elversberg (1:1 und 1:0) auf. Zur Saison 2018/19 wechselte Christoph Göbel zum FSV Wacker 90 Nordhausen in Regionalliga Nordost. Insolvenzbedingt wurde sein Vertrag im Jahr 2020 ungültig, so dass er sich der SG DJK Struth/Diedorf in seiner Heimat anschloss.

## Als Trainer
Im Juli 2020 übernahm er beim JFV Süd Eichsfeld mit der U17 seine erste Mannschaft als Trainer und schaffte direkt die Qualifikation zum Aufstieg in die B-Junioren-Verbandsliga. Im ersten Qualifikationsspiel unterlag seine Mannschaft knapp mit 2:1, da der FC Carl Zeiss Jena jedoch nicht berechtigte Spieler eingesetzt hatte, entschied der Verband auf eine Wiederholung des Spieles auf neutralem Boden. Dies fand jedoch erst in der neuen Saison 2021/2022 statt, in welcher Göbel berufsbedingt nicht mehr Trainer war. Das Spiel gewann Jena dann klar mit 8:1.

## Erfolge
- Aufstieg in die 3. Liga 2016 mit dem FSV Zwickau